# Flash Gordon (Fernsehserie, 1954)
Flash Gordon ist eine US-amerikanische/deutsch/französische Fernsehserie aus dem Jahr 1954 um den Helden Flash Gordon. Die Serie mit Steve Holland in der Titelrolle basiert auf den Figuren von Alex Raymond.

## Inhalt
Abweichend von der Handlung der Comics spielt die Serie im Jahre 3203. Flash, Dale Arden und Dr. Zarkov arbeiten als Agenten für das Galactic Bureau of Investigation. Unter dem Kommando von Commander Paul Richards bereisen die drei Agenten in ihrem Raumschiff Sky Flash die Galaxie und bekämpfen intergalaktische Bösewichte oder Weltraummonster.

## Hintergrund
Je Episode stand dem Filmteam ein Budget von $15.000 sowie ein Zeitlimit von drei Drehtagen zur Verfügung.
Obwohl die Serie von Wenzel Lüdecke und seiner Firma Interwest Film produziert und die meisten Folgen in Berlin gedreht wurde, wurde die Serie bisher nicht im deutschsprachigen Raum ausgestrahlt. Einige spätere Folgen wurden in den Sainte Marthe Studios in Marseille gedreht und von Edward Gruskin produziert.
Der durch den Drehort bedingte Einsatz zahlreicher deutsche Schauspieler, wie Jan Hendriks, Tala Birell, Wera Frydtberg, Erich Dunskus und Friedrich Joloff, die ihre Dialoge in Englisch sprachen, führte dazu, dass in der Serie auf nahezu jedem Planeten mit deutschem Akzent gesprochen wurde.

## Episodenliste
| Nr. | Originaltitel                               | Erstausstrahlung USA | Regie               | Drehbuch                     |
| --- | ------------------------------------------- | -------------------- | ------------------- | ---------------------------- |
| 1   | Flash Gordon and the Planet of Death        | 1. Okt. 1954         | Gunther von Fritsch | Earl Markham, Bruce Elliot   |
| 2   | Escape into Time                            | 8. Okt. 1954         | -                   | -                            |
| 3   | The Electro Man                             | 15. Okt. 1954        | Gunther von Fritsch | Earl Markham, Bruce Elliot   |
| 4   | The Vengeance of Rabbeed                    | 22. Okt. 1954        | -                   | -                            |
| 5   | Akim the Terrible                           | 5. Nov. 1954         | Wallace Worsley Jr. | Earl Markham, Bruce Elliot   |
| 6   | The Claim Jumpers                           | 19. Nov. 1954        | Wallace Worsley Jr. | Earl Markham, Bruce Elliot   |
| 7   | The Dancing Death                           | 19. Nov. 1954        | -                   | -                            |
| 8   | The Breath of Death                         | 26. Nov. 1954        | Wallace Worsley Jr. | Earl Markham, Bruce Elliot   |
| 9   | The Great Secret                            | 3. Dez. 1954         | -                   | -                            |
| 10  | Flash Gordon and the Return of the Androids | 10. Dez. 1954        | Gunther von Fritsch | Bruce Geller, Edward Gruskin |
| 11  | The Frightened King                         | 17. Dez. 1954        | -                   | -                            |
| 12  | The Deadly Deception                        | 24. Dez. 1954        | -                   | -                            |
| 13  | Duel Against Darkness                       | 31. Dez. 1954        | -                   | -                            |
| 14  | The Sound Gun                               | 14. Jan. 1955        | -                   | -                            |
| 15  | The Weapon That Walked                      | 21. Jan. 1955        | -                   | -                            |
| 16  | Mission to Masca                            | 4. Feb. 1955         | -                   | -                            |
| 17  | The Lure of Light                           | 4. Feb. 1955         | Wallace Worsley Jr. | Earl Markham, Bruce Elliot   |
| 18  | The Rains of Death                          | 18. Feb. 1955        | -                   | -                            |
| 19  | The Race Against Time                       | 25. Feb. 1955        | Gunther von Fritsch | Edward Gruskin               |
| 20  | The Witch of Neptune                        | 4. März 1955         | Gunther von Fritsch | Edward Gruskin               |
| 21  | Flash Gordon and the Brain Machine          | 11. März 1955        | Gunther von Fritsch | Edward Gruskin               |
| 22  | Struggle to the End                         | 18. März 1955        | Gunther von Fritsch | Edward Gruskin               |
| 23  | The Water World Menace                      | 25. März 1955        | -                   | -                            |
| 24  | Saboteurs from Space                        | 1. Apr. 1955         | Wallace Worsley Jr. | Earl Markham, Bruce Elliot   |
| 25  | The Forbidden Experiment                    | 8. Apr. 1955         | Gunther von Fritsch | Earl Markham, Bruce Elliot   |
| 26  | Heat Wave                                   | 15. Apr. 1955        | -                   | -                            |
| 27  | The Hunger Invasion                         | 22. Apr. 1955        | -                   | -                            |
| 28  | Encounter with Evil                         | 29. Apr. 1955        | -                   | -                            |
| 29  | The Matter Duplicator                       | 6. Mai 1955          | -                   | -                            |
| 30  | The Micro-man Menace                        | 13. Mai 1955         | -                   | -                            |
| 31  | The Space Smugglers                         | 20. Mai 1955         | -                   | -                            |
| 32  | The Mystery of Phoros                       | 27. Mai 1955         | -                   | -                            |
| 33  | The Shadowy Death                           | 3. Juni 1955         | -                   | -                            |
| 34  | Death in the Negative                       | 10. Juni 1955        | -                   | -                            |
| 35  | The Earth’s Core                            | 17. Juni 1955        | Wallace Worsley Jr. | -                            |
| 36  | Deadline at Noon                            | 24. Juni 1955        | Wallace Worsley Jr. | Earl Markham, Bruce Elliot   |
| 37  | The Law of Velorum                          | 1. Juli 1955         | -                   | -                            |
| 38  | The Skyjackers                              | 8. Juli 1955         | -                   | -                            |
| 39  | The Subworld Revenge                        | 15. Juli 1955        | Wallace Worsley Jr. | Earl Markham, Bruce Elliot   |